# 科羅斯強卡河
科羅斯強卡河（烏克蘭語：Коростянка），是烏克蘭的河流，位於該國西北部，屬於普里皮亞季河的右支流，發源自古塔-博羅文西卡西南面，流經沃倫州，河道全長42公里，流域面積477平方公里。